# 바람이 분다 (만화)
《바람이 분다》(風立ちぬ 가제타치누[*])는 미야자키 하야오의 일본 만화이다. 모델 그래픽스 (대일본회화)에서 2009년 4월호부터 2010년 1월호까지 연재되었다. 본작을 원작으로 한 동명 애니메이션 영화가 2013년 7월 20일에 공개되었다.
제목은 호리 다쓰오의 동명 소설에서 차용한 것이다.